# Espectroscopi slitless
L'espectroscopi slitless és un espectroscopi astronòmic fet sense una petita obertura per permetre només la llum d'una petita regió que es difracta. Funciona millor en els camps de baixa densitat de població, ja que es propaga cada font puntual a terme en el seu espectre, i els camps concorreguts serà massa confusos per ser útil. També s'enfronta al problema que per a les fonts esteses, línies d'emissió properes se solaparan. El telescopi Crossley utilitza un espectrògraf slitless que va ser emprat originalment per Nicholas Mayall.